# Jonathan Sackler
Jonathan D. Sackler, född 1954 eller 1955, död 30 juni 2020, var en amerikansk industriman.
Jonathan Sackler är ett av två barn till Raymond Sackler och Beverly Sackler (1923 eller 1924–2019) och yngre bror till Richard Sackler, som var vd för Purdue Pharma. Han var brorson till Arthur Sackler och Mortimer Sackler, vilka tillsammans med fadern grundat och styrt Purdue Pharma.
Jonathan Sackler var en av delägarna av familjeföretaget Purdue Pharma, tillverkaren av det kontroversiella smärtstillande läkemedlet OxyContin, som lanserades i mitten av 1990-talet. Han var vice ordförande i styrelsen och höll utåt en låg profil.
Jobathan Sackler var gift med Mary Corson och far till dokumentärfilmaren Madelaine Sackler (född 1983).